# Całapica
Całapica (bułg. Цалапица) – wieś w południowej Bułgarii, w obwodzie Płowdiw, w gminie Rodopi.
Całapica położona jest na głównych węzłach drogowych. Na północ od miejscowości jest autostrada Trakija A1 Sofia - Stara Zagora. A sama miejscowość znajduje się na drogach krajowych Stambolijski - Pazardżik - Płowdiw.

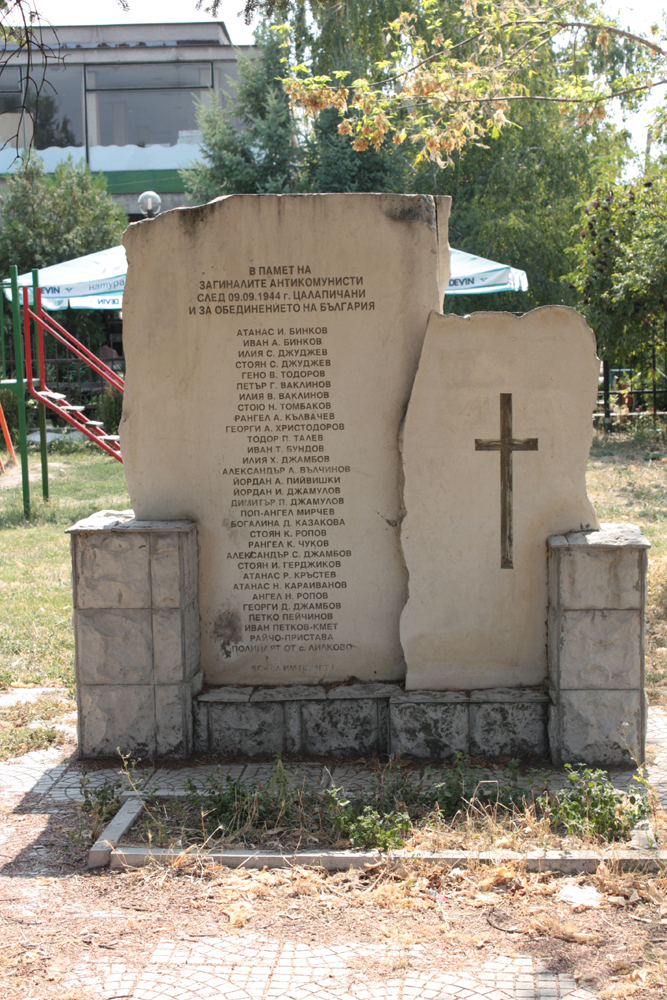
Pomnik antykomunistyczny
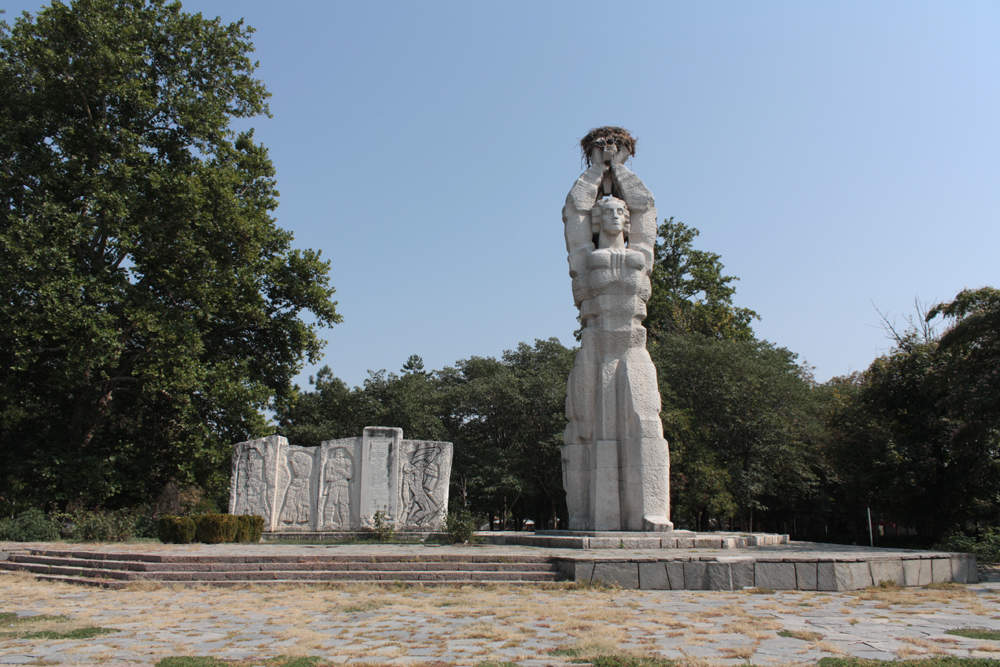
Pomnik antyfaszystowski
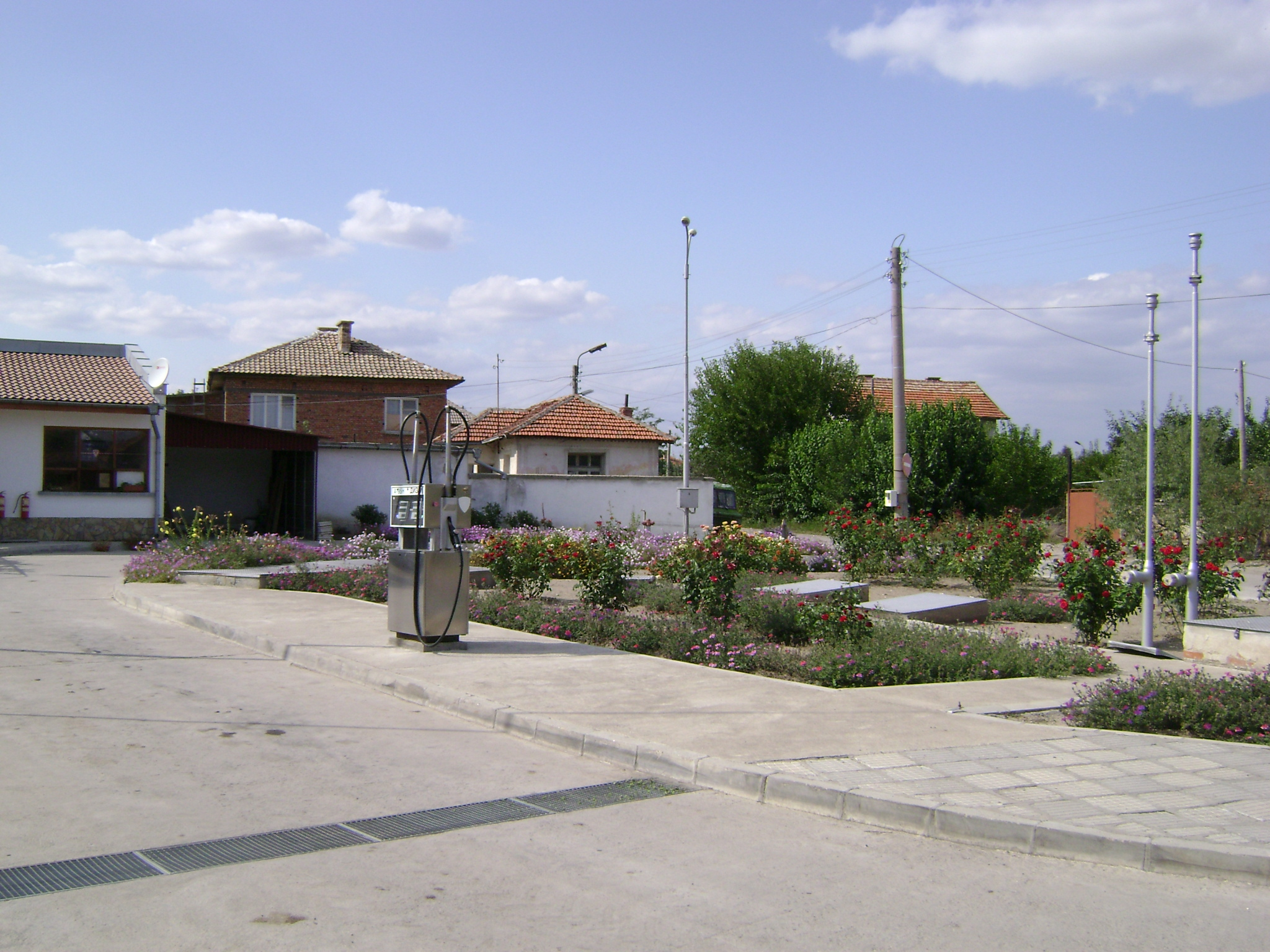
Stacja benzynowa
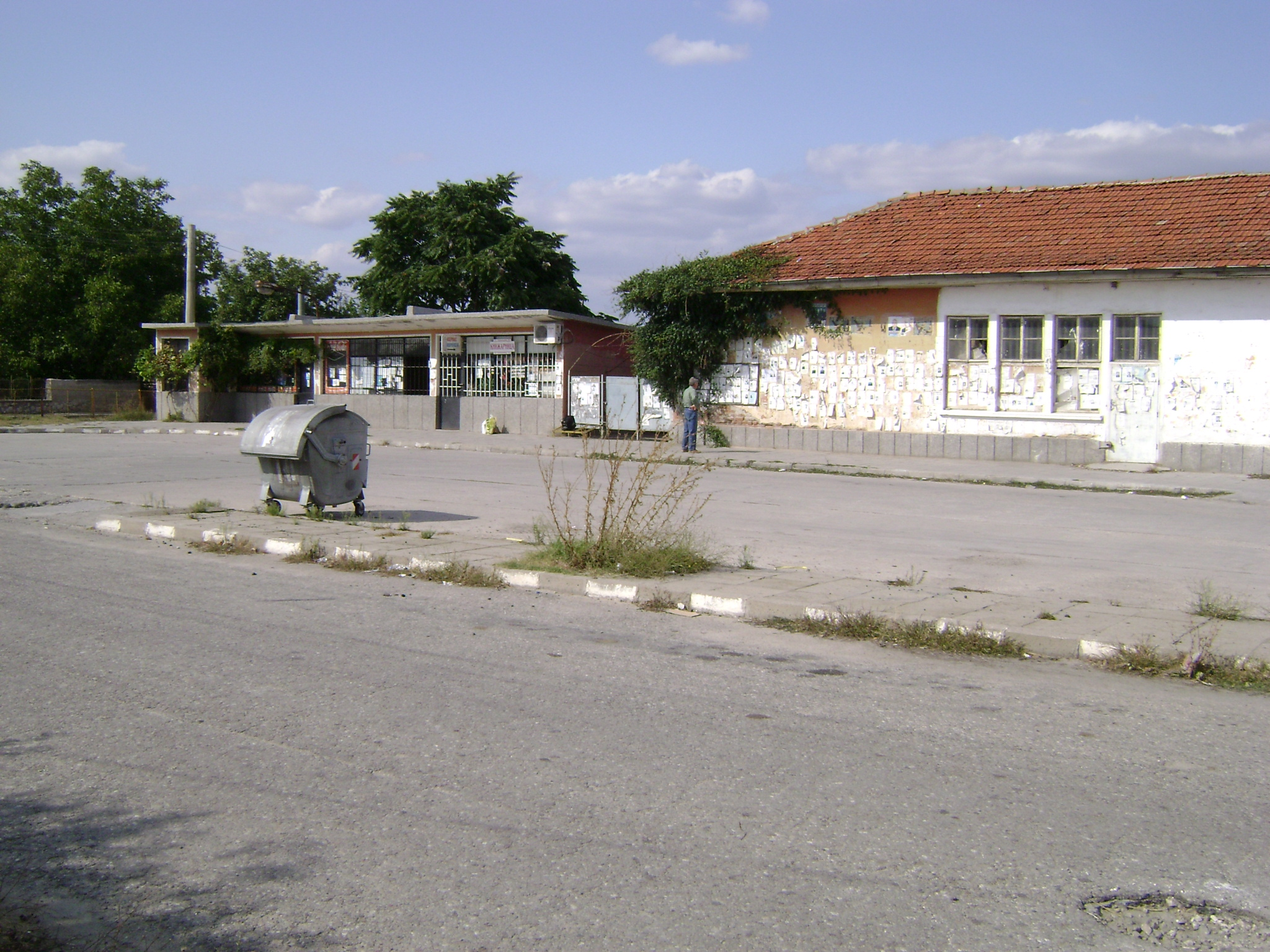
Przystanek autobusowy
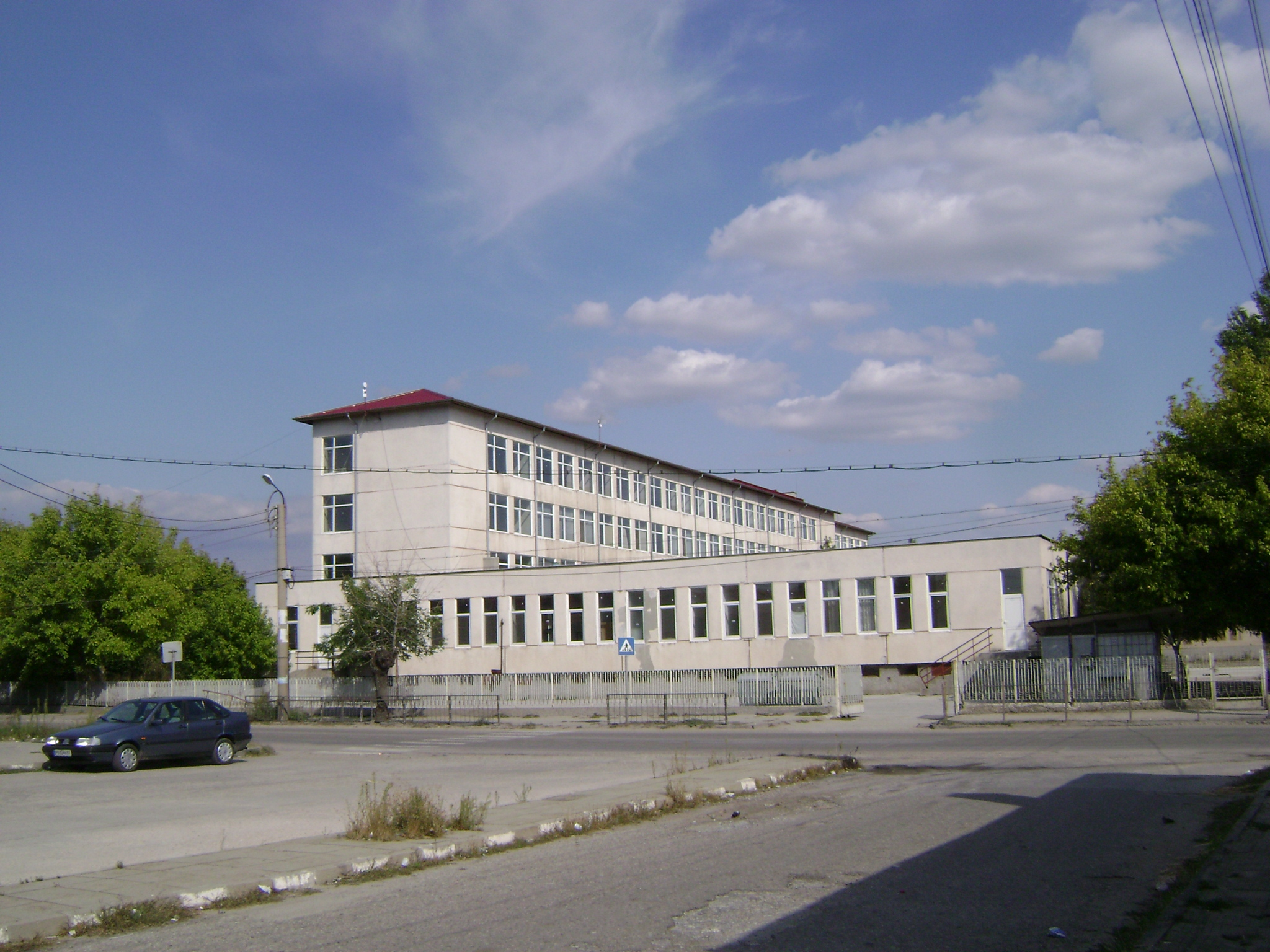
Szkoła